# Rozhovice
Rozhovice település Csehországban, a Chrudimi járásban. Rozhovice Bylany, Heřmanův Městec, Čepí, Klešice, Třibřichy és Jezbořice településekkel határos. Lakosainak száma 312 fő (2024. január 1.).

## Népesség
A település lakosságának változását az alábbi diagram mutatja:
| Lakosok száma | 372  | 427  | 432  | 291  | 274  | 264  | 284  | 278  | 287  | 312  |
|               | 1869 | 1900 | 1921 | 1961 | 1980 | 2011 | 2016 | 2019 | 2021 | 2024 |